# Trungy
Trungy település Franciaországban, Calvados megyében. Lakosainak száma 212 fő (2022. január 1.). Trungy Juaye-Mondaye, Saint-Paul-du-Vernay, Lingèvres és Aurseulles községekkel határos.

## Népesség
A település népessége az elmúlt években az alábbi módon változott:
| Lakosok száma | 268  | 209  | 209  | 219  | 229  | 222  | 215  | 210  | 211  | 212  |
|               | 1968 | 1982 | 1990 | 2006 | 2013 | 2015 | 2017 | 2019 | 2020 | 2022 |